# メリャ語
メリャ語（メリャご、ロシア語: мерянский язык、古東スラヴ語: мерьскыи - ）はフィン・ウゴル語派（さらなる下位分類としてフィン・ヴォルガ諸語(ru)）に属した死語である。
メリャ語は、現ロシア（ネロ湖湖畔、プレシチェエヴォ湖(ru)湖畔など）に住んでいたフィン・ウゴル系民族のメリャ族が用いていた言語を指す。メリャ語に関して知りうる情報はわずかである。また、メリャ族を史料上で確認できるのは907年が最後であり、メリャ族はスラヴ民族に同化・消滅したと考えられている。メリャ語もまた死語となった。

## 研究・分類
メリャ語の言語学上の位置づけに関しては、以下の2種類の主流の説がある。1つは、メリャ語はマリ語に近似する言語だったというものであり、マックス・ファスマー、S.クズネツォフ(ru)らがこの説を提唱している。もう1つは、メリャ語はバルト・フィン諸語に近似する言語だったというものであり、E.ヘリムスキー(ru)らがこの説を提唱している。これ以外には、A.シャルノフ(ru)によるエルジャ語の方言であるとみなす説や、複数形の語尾からマジャル語との近似性を指摘した説などがある。